# Jaibón
Jaibón är en ort i Dominikanska republiken.   Den ligger i provinsen Valverde, i den nordvästra delen av landet, 170 km nordväst om huvudstaden Santo Domingo. Jaibón ligger 51 meter över havet och antalet invånare är 4 853.
Terrängen runt Jaibón är huvudsakligen platt, men söderut är den kuperad. Runt Jaibón är det ganska tätbefolkat, med 185 invånare per kvadratkilometer. Närmaste större samhälle är Mao, 9,9 km sydost om Jaibón. Omgivningarna runt Jaibón är en mosaik av jordbruksmark och naturlig växtlighet.